# Welcome Home (canção)
Welcome Home (You) é o primeiro single do álbum solo de estréia de Brian Littrell, membro do Backstreet Boys. O single chegou a posição nº 74 na Billboard e entrou como nº 1 nas parads de música gospel nos Estados Unidos. posição antes inédita para um single do gênero gospel, foi bem aceito pela crítica e pelos fãs.

## Faixas
1. "Welcome Home" - 3:06
2. "Welcome Home (Instrumental)" - 3:06
3. "You Keep Givin' Me" - 5:36

## Créditos
- Produção e arranjos: Brian Littrell e Dan Muckala
- Guitarra e baixo: Chuck Butler
- Teclado: Dan Muckala
- Bateria: Dan Needham

## Vídeo musical
O vídeo deste single mostra Brian cantando e tocando um violão e tem como história um pai que vê seu filho indo pro Iraque, durante o video ele recebe a notícia de que seu filho desapareceu em combate e no final os soldados voltam para casa.